# Thaprek (Nuwakot)
Pour les articles homonymes, voir Thaprek.
Thaprek (en népalais : थप्रेक) est un comité de développement villageois du Népal situé dans le district de Nuwakot. Au recensement de 2011, il comptait 3 942 habitants.